# María Pilar Morales Roy
María Pilar Morales Roy (Arcos de Jalón, Soria, 1918 - Madrid, 2004) Va ser periodista, escriptora i crítica literària i d'art. Durant la guerra civil, va fundar 10 Seccions Femenines i va ser Delegada Provincial de Premsa i Cultura de la Secció Femenina a les províncies de Sòria, Valladolid i Oviedo. El 1942 va ser "Mando Nacional del Frente de Juventudes" amb el càrrec de Regidora Central de Treball de Menors, que va mantenir fins al 1949, quan es va casar amb Andreu Brugués.
L'any 1956 va fundar la revista Tocado, que va dirigir fins al 1984, a Barcelona. Tocado era una revista mensual sobre bellesa, moda, art, teatre i cinema.
Va col·laborar amb un gran nombre de publicacions periòdiques. Va publicar l'assaig Mujeres (1943), amb pròleg de Pilar Primo de Rivera a la segona edició; una trilogia de teatre infantil (1943), els poemaris Versos de abril (1965) i Todas las horas (1999) i el recull de nadales Villancicos (1996).
A la postguerra, va ser autoritzada per l'escriptora Caterina Albert/Víctor Català a escriure la seva biografia, en castellà. Finalment, no va arribar a publicar-la. La correspondència que va mantenir amb l'escriptora Caterina Albert/Víctor Català, amb motiu de la col·laboració de l'escriptora a Tocado, està publicada en el segon volum de l'Epistolari de Víctor Català (2009).

## Obra
- María Pilar MORALES ROY, Mujeres, Editora Nacional, Madrid, 1942. Primera edició.
- María Pilar MORALES ROY, Versos de abril, María Pilar Morales editora, 1965.
- María Pilar MORALES ROY, Villancicos, Talleres gráficos Trayter, Figueres, 1996.
- María Pilar MORALES ROY, Todas las horas, Editorial Rondas, Barcelona, 1999.